# Фрегеле
Фрегеле (на латински: Fregellae) е древен град на Виа Латина до Фрозиноне в Италия.
Градът се намирал на горната част на река Лири близо до вливането на Трерус (Сако).
Градът е населяван от оскийските опикери, после от волските и по-късно от самнитите. През 328 пр.н.е. той става латиниска колония на Рим.
През 125 пр.н.е. Фрегеле, един от най-важните градове на Италия, започва война против Рим, понеже не получава римско гражданство. Градът загубва чрез предателството на претор Луций Опимий и неговите стени са съборени. Фрегеле става село. Много от неговите жители са преселени в основания през 124 пр.н.е. град Fabrateria Nova, на няколко километра южно от днешния Сан Джовани Инкарико. През 580 г. този град е разрушен от лангобардите и жителите основават днешна Фалватера.
От 1978 г. останките от Колония Фрегеле се разкопават под ръководството на Филипо Коарели.